# Kekenodon onamata
Kekenodon onamata és una espècie de cetaci extint de la família dels kekenodòntids (Kekenodontidae) i el clade dels pelagicets que visqué en l'Oligocè. Se n'han trobat restes fòssils a Nova Zelanda.